# Plik danych

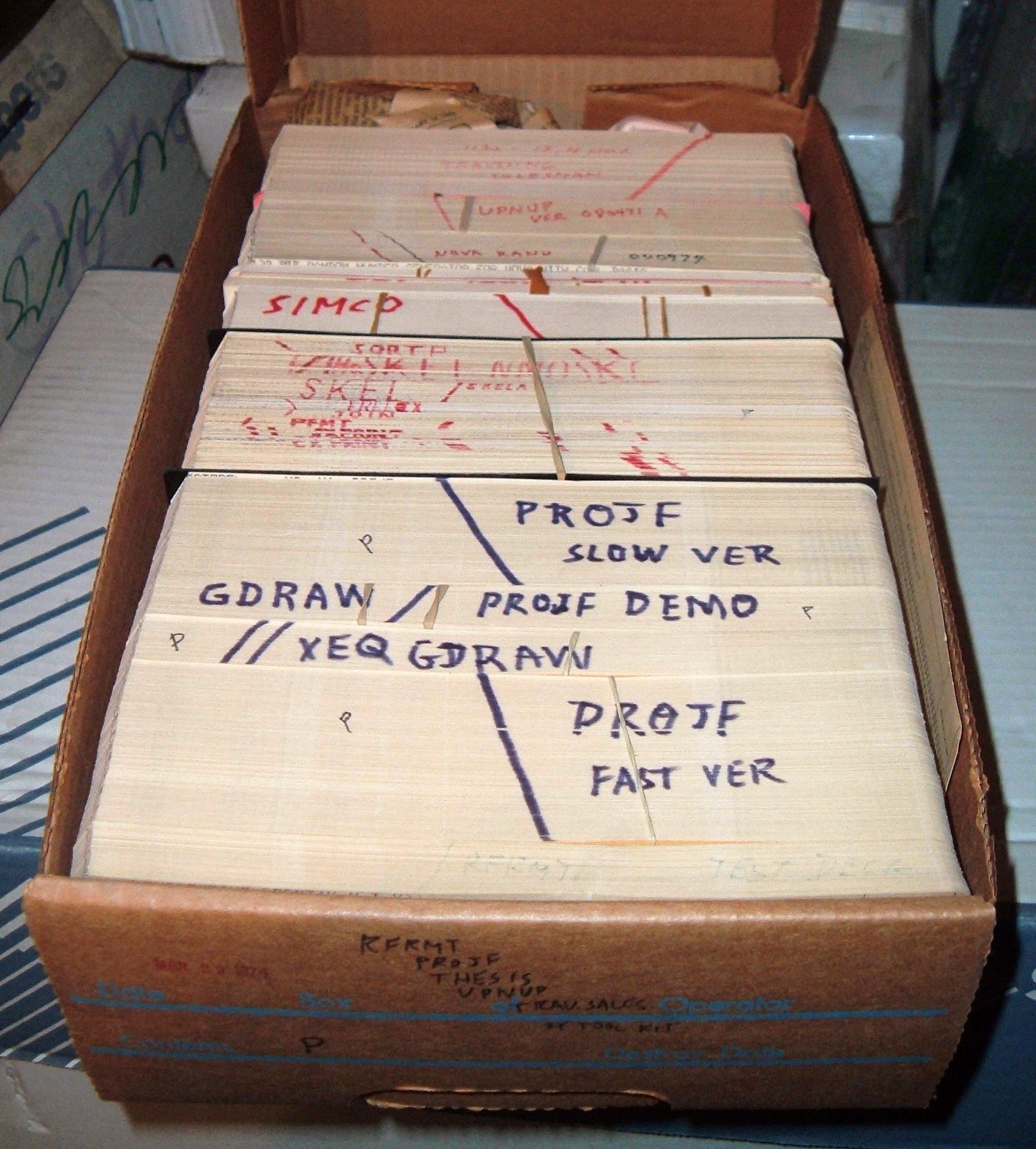
Historyczne już pliki kart dziurkowanych, we wspólnej kartotece

Plik danych, plik komputerowy, zwykle krótko plik – uporządkowany zbiór danych o skończonej długości, posiadający szereg atrybutów i stanowiący dla użytkownika systemu operacyjnego całość. Nazwa pliku nie jest jego częścią, lecz jest przechowywana w systemie plików.

## Typy plików
Pliki dzieli się na kilka typów:
- katalogi (ang. directory) (stosuje się też nazwy „foldery” lub „teczki”) – pliki zawierające spis odwołań do innych plików (w tym także do katalogów)
- dowiązania symboliczne (ang. symbolic link) – odwołanie do innego pliku; większość operacji na tego typu plikach będzie w rzeczywistości wywoływane na plikach, na które one wskazują
- kolejki FIFO (ang. first in, first out, w skrócie FIFO), gniazda (ang. sockets), strumienie danych oraz inne – realizujące bardziej złożone zadania; nie występują w każdym systemie
- pliki wykonywalne (ang. executable files), skrypty (ang. scripts), pliki wsadowe (ang. batch files) – zawierające program do wykonania lub polecenia dla interpretera (często powłoki).

Ponadto system DOS rozróżnia pliki:
- tekstowe – dane zapisane w formie kodów ASCII łącznie z kodami sterującymi urządzeniami (np. drukarka, terminal, ekran), do których mają być wysłane
- binarne – pozostałe pliki.

W systemach uniksowych pliki binarne i tekstowe są tożsame.

## Atrybuty
Każdy plik może posiadać określone atrybuty.

### DOS i Windows
W systemie DOS istnieje 6 atrybutów pliku:
- tylko do odczytu – chroni pliki przed zmianą, usunięciem czy przeniesieniem
- ukryty – ukrywa pliki w widoku katalogu go zawierającym
- systemowy – przydzielony dla plików wykorzystywanych przez system operacyjny i należących do tego systemu
- archiwalny – atrybut pliku archiwalnego (określa, czy dany plik został zmodyfikowany od momentu jego ostatniej archiwizacji; zazwyczaj jest nadawany każdemu plikowi zaraz po jego utworzeniu lub zmodyfikowaniu)
- katalog – oznacza, że plik jest katalogiem
- volume – oznacza, że jest to tylko etykieta partycji (wolumenu)

Dodatkowo w systemach Windows obsługujących partycje NTFS używane są atrybuty:
- szyfrowany – oznacza, że podczas zapisu zawartość pliku jest szyfrowana, a podczas odczytu deszyfrowana w sposób niewidoczny dla użytkownika. Zabezpiecza to przed nieautoryzowanym dostępem do danych w nim zawartych.
- skompresowany – oznacza, że podczas zapisu zawartość pliku jest kompresowana i tak zapisywana na zewnętrznym nośniku pamięci, a podczas odczytu dekompresowana w sposób niewidoczny dla użytkownika. Taki plik potrzebuje mniej miejsca do zapisania jego zawartości.
- offline – oznacza, że zawartość pliku może nie być dostępna w systemie plików i znajdować się w innym miejscu (na przykład na taśmie)
- tymczasowy – oznacza, że w miarę możliwości, system operacyjny powinien przechowywać plik w pamięci zamiast na dysku, dzięki czemu dostęp do pliku będzie znacznie szybszy.

Ponadto znaczenie atrybutów może być modyfikowane flagami (na przykład FILE_FLAG_DELETE_ON_CLOSE oznacza, że plik tymczasowy po zamknięciu nie jest zapisywany, tylko od razu usuwany). Niezależnie od tak zdefiniowanych atrybutów, w systemie plików NTFS istnieją listy uprawnień (Access Control List), dzięki którym dla każdego pliku można zdefiniować indywidualnie uprawnienia dotyczące każdego użytkownika i grupy w systemie.

### Unix
W systemach unix-owych te atrybuty są następujące:
- prawo odczytu przez właściciela
- prawo odczytu przez grupę
- prawo odczytu przez wszystkich
- prawo zapisu przez właściciela
- prawo zapisu przez grupę
- prawo zapisu przez wszystkich
- prawo wykonania przez właściciela
- prawo wykonania przez grupę
- prawo wykonania przez wszystkich[1]
- sticky bit
- SGID
- SUID